# Tina Beer

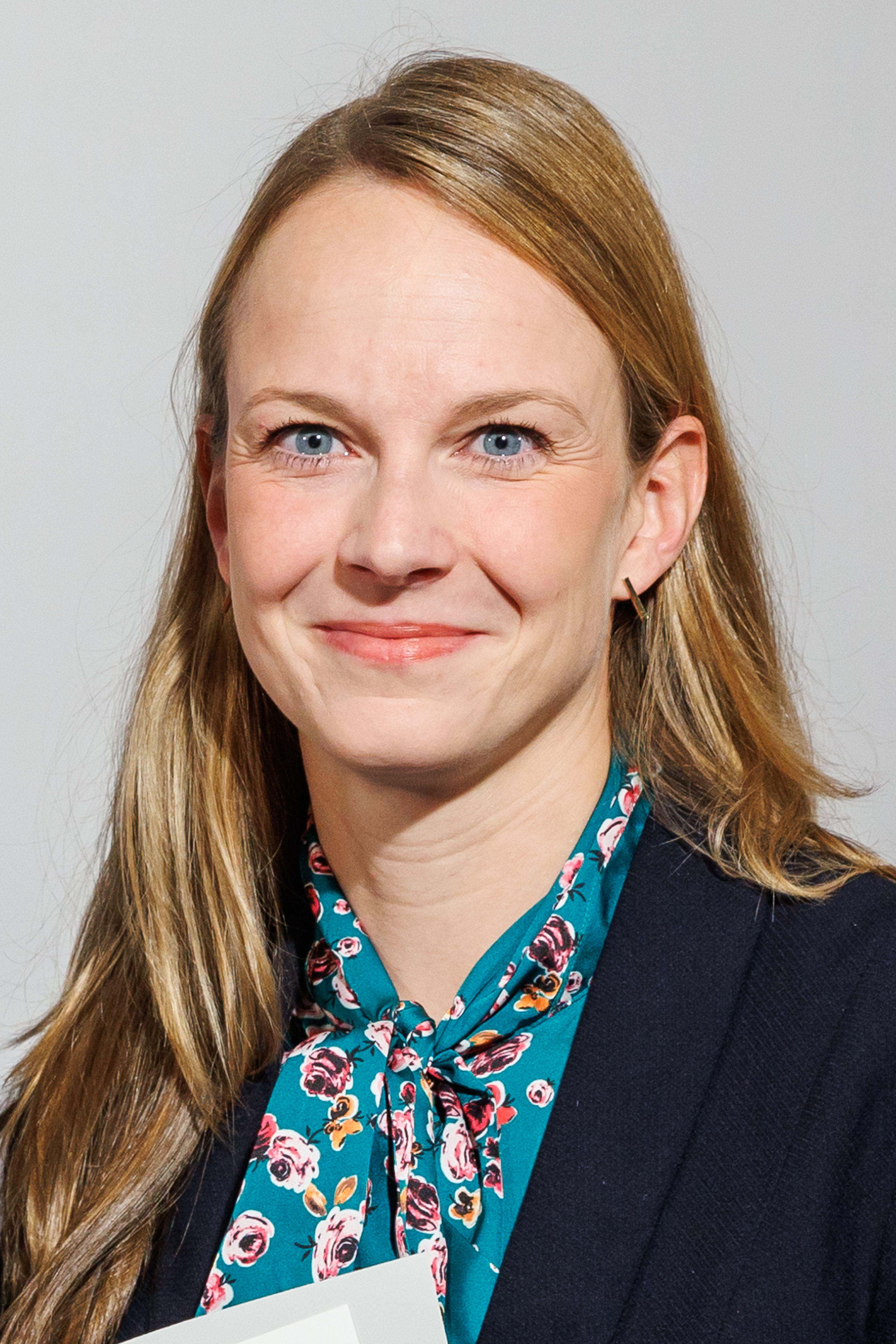
Tina Beer (2024)

Tina Beer (* 1. September 1987 in Jena, Deutsche Demokratische Republik) ist eine deutsche politische Beamtin (Die Linke). Von 2020 bis 2024 war sie Staatssekretärin für Kultur in der Thüringer Staatskanzlei.

## Leben
Beer machte bereits um 2000 als Leistungssportlerin im Schwimmen auf sich aufmerksam und besuchte das Pierre-de-Coubertin-Gymnasium in Erfurt, an dem sie 2007 Abitur machte. Danach absolvierte sie ein Studium der Politik- und Kommunikationswissenschaft an der Friedrich-Schiller-Universität Jena, das sie 2010 mit dem Bachelor of Arts abschloss. Es folgte ein Masterstudium der Politikwissenschaft mit dem Schwerpunkt Außenpolitik und Internationale Beziehungen ebendort, das sie 2013 abschloss.
Von 2008 bis 2014 war Beer studentische bzw. wissenschaftliche Mitarbeiterin und Büroleiterin von Abgeordneten der Linken wie Frank Spieth, Luc Jochimsen und Ralph Lenkert. Zwischen 2013 und 2016 übernahm sie Lehraufträge zum Thema „Transnationaler Islamistischer Terrorismus“ an der Friedrich-Schiller-Universität Jena. Von 2015 bis 2017 war sie persönliche Referentin und von 2018 bis Februar 2020 Büroleiterin von Benjamin-Immanuel Hoff, dem Thüringer Chef der Staatskanzlei und Minister für Kultur, Bundes- und Europaangelegenheiten.
Im Zuge der Bildung des Kabinetts Ramelow II wurde Beer Anfang März 2020 zur Staatssekretärin für Kultur in der Thüringer Staatskanzlei berufen. Sie wurde Nachfolgerin von Babette Winter, die in den einstweiligen Ruhestand versetzt worden war. Am 7. März 2023 wurde sie als Beamtin auf Lebenszeit ernannt, was Kritik der Medien, des Landesrechnungshofes und Ermittlungen der Staatsanwaltschaft nach sich zog. Ab dem 1. März 2024 war Staatssekretärin Beer als Vertreterin des Freistaats Thüringen Mitglied des ZDF-Fernsehrats. Mit dem Amtsantritt des Kabinetts Voigt schied sie am 13. Dezember 2024 aus dem Amt der Staatssekretärin aus.
Sie ist Mitglied der Linkspartei.

## Mitgliedschaften in Gremien
Beer ist Mitglied in zahlreichen Stiftungsgremien: Sie ist stellvertretende Vorsitzende und Mitglied des Stiftungsrats der Stiftung Ettersberg, Mitglied des Stiftungsrats der Stiftung Preußischer Kulturbesitz, der Kulturstiftung der Länder, der Stiftung Orte der deutschen Demokratiegeschichte und der Point Alpha Stiftung. Darüber hinaus ist sie Vorsitzende des Stiftungsrats der Kulturstiftung Meiningen-Eisenach, Mitglied des Kuratoriums des Hauses der Geschichte der Bundesrepublik Deutschland und Mitglied des Deutschen Nationalkomitees für Denkmalschutz. Ferner ist Beer Vorsitzende des Fördervereins des Instituts für Politikwissenschaft der FSU Jena.